# Бензинове весілля
«Бензинове весілля» (англ. A Gasoline Wedding) — американський німий короткометражний комедійний фільм режисера Альфреда Дж. Гулдінга 1918 року, з Гарольдом Ллойдом у головній ролі.

## Сюжет
Дочка багатої людини має більше прихильників, ніж вона зацікавлена. Багатій і збирається видати її заміж — навіть якщо дочка не буде про це знати.

## У ролях
- Гарольд Ллойд — хлопець
- Снуб Поллард — Снуб
- Бібі Данієлс — дівчина
- Вільям Блейсделл
- Семмі Брукс